# Liste der Stolpersteine in Pinneberg

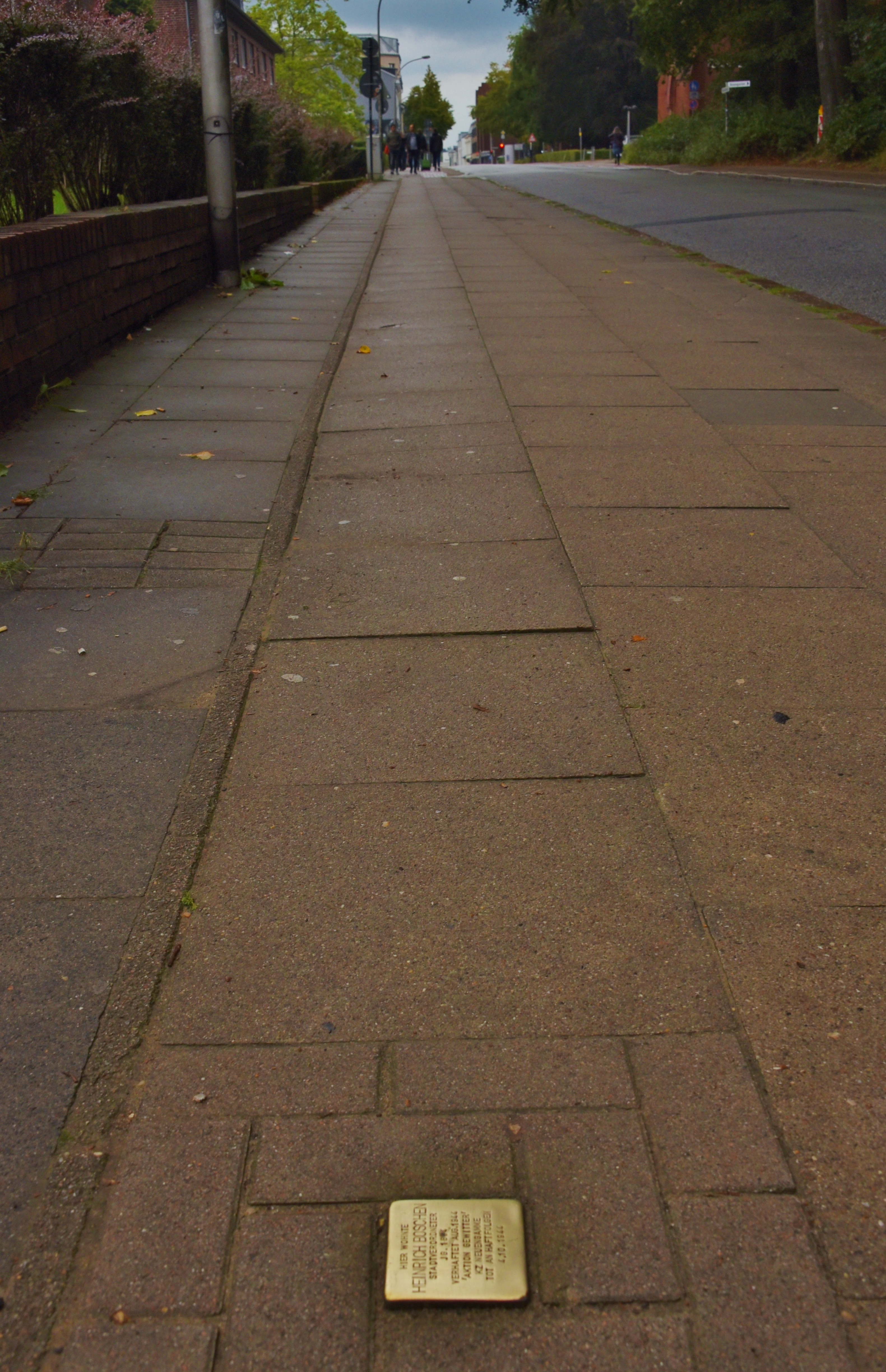
Stolperstein für Heinrich Boschen

Die Liste der Stolpersteine in Pinneberg enthält alle Stolpersteine, die im Rahmen des gleichnamigen Kunstprojekts von Gunter Demnig in Pinneberg verlegt wurden. Mit ihnen soll der Opfer des Nationalsozialismus gedacht werden, die in Pinneberg lebten und wirkten. Die Patenschaften für die ersten drei Stolpersteine wurde von der Integrierten Gesamtschule Thesdorf übernommen.

## Stolpersteine
Die Tabelle ist teilweise sortierbar, die Grundsortierung erfolgt alphabetisch nach dem Familiennamen.
| Stolperstein | Inschrift | Verlegeort             | Name, Leben |
| ------------ | --- | ---------------------- | --- |
|              | HIER WOHNTE HEINRICH BOSCHEN STADTVERORDNETER JG. 1884 VERHAFTET AUG. 1944 'AKTION GEWITTER' KZ NEUENGAMME TOT AN HAFTFOLGEN 4.10.1944            | Bahnhofstraße 13 ·     | Heinrich Boschen wurde am 21. August 1884 in Bremen-Hastedt geboren. Er lernte den Beruf des Maurers und absolvierte den Wehrdienst. 1906 trat er der SPD bei. 1907 kam sein Sohn Heinrich zur Welt, er stammt aus seiner Ehe mit der Fabrikarbeiterin Emilie Bobka. Die Familie wohnte in der Bahnhofstraße 13. Sofort nach dem Ausbruch des Ersten Weltkrieges wurde er eingezogen und musste am 6. August 1914 nach Belgien ausrücken. Vier Jahre Kriegsdienst machten aus Boschen einen überzeugten Pazifisten. Von 2946 Männer seiner Einheit, die in den Krieg gezogen waren, kehrten nur 439 zurück. Seine Partei stellte ihn als Kandidaten für die ersten Pinneberger Kommunalwahlen nach dem Krieg am 2. März 1919 auf. Drei Jahre später wurde er dann Stadtverordneter der SPD in Pinneberg. Zugleich bekleidete er die Funktion eines stellvertretender Geschäftsführer der AOK Pinneberg. Nach der Machtübernahme am 30. Januar 1933 erhielt er wegen seiner politischen Gesinnung Berufsverbot. Die Familie war in der Folge auf Wohlfahrt angewiesen. Nach Kriegsbeginn im September 1939 wurde er jedoch, aufgrund Personalmangels nach den Einziehungen, wiederum von der AOK angestellt, allerdings als Hilfsangestellter. Sein Sohn, der selbst vier Kinder hatte, wurde an die Ostfront strafversetzt, nachdem ihm seine Waffe gestohlen wurde, und fiel 1944. Heinrich Boschen wurde Opfer der Aktion Gitter, einer Verhaftungswelle nach dem gescheiterten Attentat vom 20. Juli 1944 auf Adolf Hitler. Am 23. August 1944 ließ NSDAP-Ortsgruppenleiter Alfred Krömer ehemalige Stadtverordnete von SPD und KPD verhaften, darunter auch Boschen. Er wurde vier Tage später in das Konzentrationslager Neuengamme deportiert und dort schwer misshandelt. Als er am 19. September 1944 entlassen wurde, konnte er nicht mehr gehen und sein Gesicht war entstellt. Er starb am 4. Oktober 1944 an den Folgen der Haft. Nach Heinrich Boschen wurde in Pinneberg eine Straße benannt. |
|              | HIER WOHNTE HEINRICH GEICK STADTVERORDNETER JG. 1872 IM WIDERSTAND VERHAFTET APRIL 1934 UG HAMBURG UG NEUMÜNSTER MEDIKAMENTENENTZUG TOT 13.2.1935 | Friedenstraße 50 ·     | Heinrich Geick wurde am 10. Oktober 1872 in Garstedt bei Hamburg geboren. In Jugendjahren kam er nach Pinneberg, wo er eine Lehre als Zimmerer absolvierte. Im Jahr 1894 heiratete er Olga Peters, eine Fabrikarbeiterin. Das Paar hatte sechs Kinder und wohnte ab 1905 in der Friedenstraße 50. Er engagierte sich schon früh in linken Gruppierungen, vermutlich auch in der Pinneberger Ortsgruppe der Unabhängigen Sozialdemokratischen Partei Deutschlands (USPD), die von seinem Sohn Richard gegründet wurde. Nach der Novemberrevolution 1918 wurden auch in Pinneberg Arbeiter- und Soldatenräte gebildet, Geick wurde in den Fürsorgeausschuss für die Durchführung der Erwerbslosenfürsorge gewählt. Er und seine Frau wurden 1924 Stadtverordnete der KPD. Die ganze Familie beteiligte sich aktiv an kommunistischer Widerstandsarbeit. Auch Schwiegertochter Martha Geick wurde schließlich Stadtverordnete. Heinrich Geick war zeitweilig als Kassierer für die Partei tätig, das Haus der Familie entwickelte sich zu einem beliebten Treffpunkt, nicht nur für Parteimitglieder. Im April 1934 wurde er verhaftet. Er kam zuerst in das Gefängnis von Hamburg, danach ins Gefängnis in Neumünster. Heinrich Geick war schwer herzkrank. Ihm wurden lebenswichtige Medikamente verweigert. Er starb am 13. Februar 1935, angegeben wurde „Schlaganfall“, sein Körper wies deutliche Spuren von Misshandlung auf. Nach Heinrich Geick wurde in Pinneberg eine Straße benannt. |
|              | HIER WOHNTE WILHELM SCHMITT STADTVERORDNETER JG. 1888 VERHAFTET AUG.1944 'AKTION GEWITTER' KZ NEUENGAMME MS CAP ARCONA ERTRUNKEN 3.5.1945         | Prisdorfer Straße 15 · | Wilhelm Schmitt wurde 1888 geboren. Er war Schneider, lebte und arbeitete in Pinneberg. Zuerst war er Mitglied der KPD, trat aber Ende der 1920er Jahre zur SPD über. Ab 1928 war er Stadtverordneter der SPD in Pinneberg. Er wurde Opfer der Aktion Gitter, einer Verhaftungswelle nach dem gescheiterten Attentat vom 20. Juli 1944 auf Adolf Hitler. Am 23. August 1944 ließ NSDAP-Ortsgruppenleiter Alfred Krömer ehemalige Stadtverordnete von SPD und KPD verhaften, darunter auch Wilhelm Schmitt. Er wurde im August 1944 in das Konzentrationslager Neuengamme deportiert. Wilhelm Schmitt ertrank am 3. Mai 1945 beim Untergang der MS Cap Arcona. Nach Wilhelm Schmitt wurde in Pinneberg eine Straße benannt. |

## Vandalismus
In der Nacht vom 6. auf 7. Mai 2010 wurden die drei in Pinneberg verlegten Stolpersteine mit schwarzer Farbe übersprüht. Zusätzlich sprühten die Täter Runen auf dem Gehweg.

## Gedenkstein am Rathausplatz
Ein Denkmal für die Widerstandskämpfer gegen das Dritte Reich, Heinrich Boschen, Heinrich Geick und Wilhelm Schmitt, befindet sich auf dem Platz vor dem Rathaus. Ursprünglich befand es sich am Stadtfriedhof und wurde Ende der 1980er Jahre versetzt.

## Boschen-Schmitt-Geick-Preis
Die drei Widerstandskämpfer aus Pinneberg wurden im Dezember 2000 durch die Vergabe eines Boschen-Schmitt-Geick-Preises geehrt. Die beiden jungen SPD-Vorstandsmitglieder Christian Koch und Patrick Müller hatten die Idee einen „Preis für Zivilcourage“ nach ihnen zu benennen. Der Preis war mit 2000 DM dotiert. Empfänger war der Taxi-Fahrer Klaus Wegener. Er hatte 1997 am Pinneberger Bahnhof einem Schwarzen, der von einer Gruppe Rechtsradikaler verprügelt wurde, das Leben gerettet.